# 加格雷特
加格雷特（Gagret），是印度喜马偕尔邦Una县的一个城镇。总人口3180（2001年）。

## 人口
该地2001年总人口3180人，其中男性1685人，女性1495人；0—6岁人口352人，其中男196人，女156人；识字率80.66%，其中男性为83.20%，女性为77.79%。